# Heinrich Kummer von Falkenfehd
Jindřich Kummer svobodný pán z Falkenfehdu (německy Heinrich Kummer Freiherr von Falkenfehd) (22. dubna 1852 Bratislava – 8. prosince 1929 Aigen) byl rakousko-uherský generál. Do c. k. armády vstoupil jako nižší důstojník v roce 1872 a vystřídal službu u různých posádek, působil jako štábní důstojník mimo jiné v Čechách (Pardubice, Plzeň). V letech 1910–1914 byl velitelem 10. armádního sboru v Přemyšlu a dosáhl hodnosti generála jezdectva. Za první světové války byl jedním z velitelů na východní frontě a zúčastnil se bojů v Haliči. Již na podzim 1914 byl z fronty odvolán a do konce války působil v podružné funkci poradce na ministerstvu války. V rakousko-uherské armádě byl penzionován v roce 1916, po rozpadu monarchie získal v Československu hodnost armádního generála ve výslužbě (1927).

## Životopis

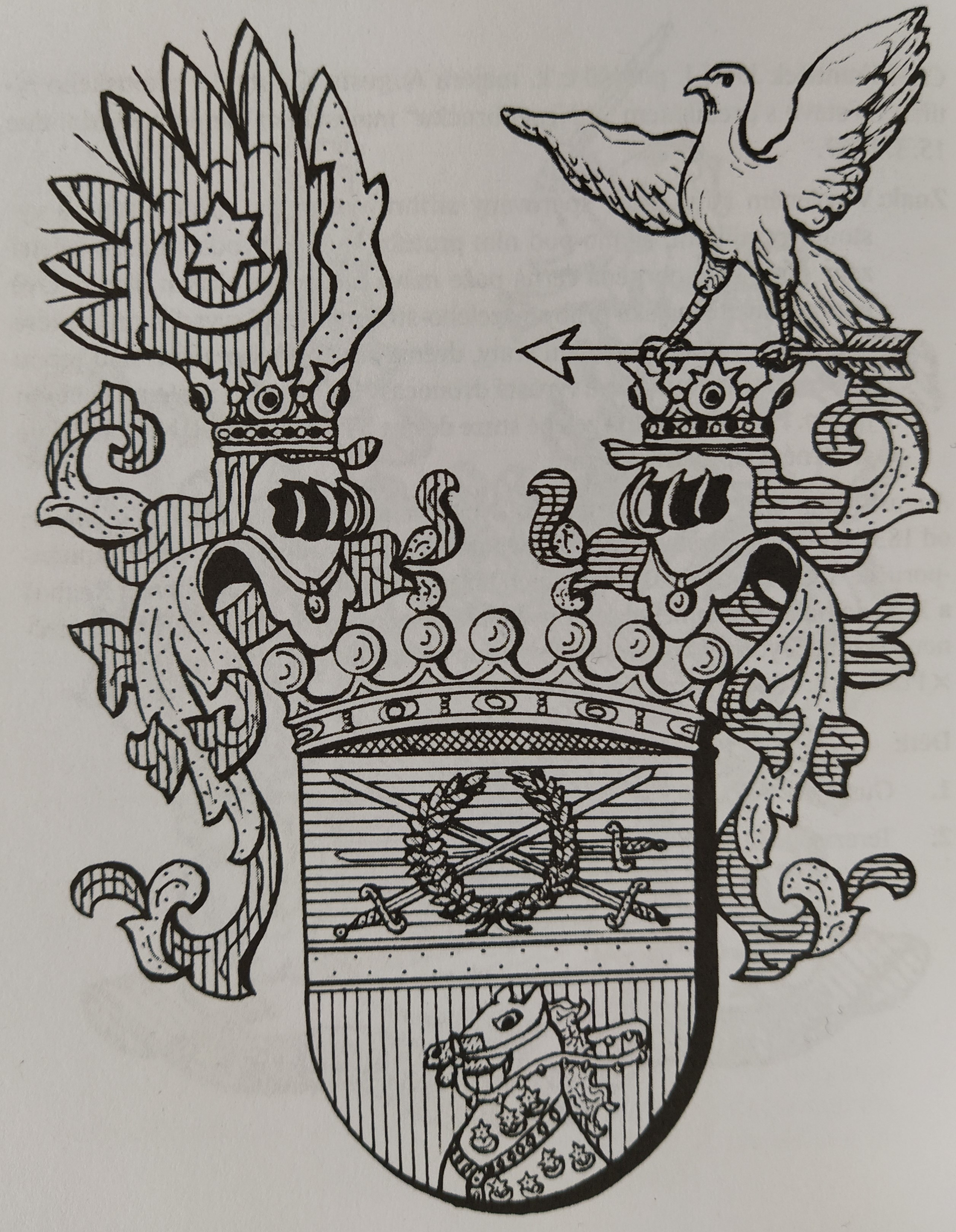
Erb Heinricha Kummera (1916)

Pocházel z Bratislavy, první vojenskou průpravu získal na kadetní škole v Hainburgu. V letech 1868–1872 studoval na Tereziánské vojenské akademii ve Vídeňském Novém Městě a jako poručík nastoupil v roce 1872 k 8. dragounskému pluku v rodném Prešpurku. Vojenské vzdělání si doplnil v letech 1876–1878 na Válečné škole (K.u.k. Kriegschule) ve Vídni, mezitím byl povýšen na nadporučíka (1878) a poté byl zařazen do důstojnického sboru generálního štábu. Sloužil znovu v Prešpurku, později ve Vídni a v roce 1880 byl povýšen na kapitána. V letech 1883–1887 působil na železničním odboru generálního štábu, v roce 1887 byl převelen do Budapešti a v hodnosti majora (1888) se stal šéfem štábu 18. pěší divize v Mostaru. V roce 1892 byl povýšen na podplukovníka a vrátil se k 8. dragounskému pluku, který byl v té době dislokován v Pardubicích. Od roku 1894 byl jako plukovník šéfem štábu 10. armádního sboru v Přemyšlu.
V roce 1900 dosáhl hodnosti generálmajora a převzal velení 30. pěší brigády v Miskolci, o tři roky později byl přeložen k 39. pěší brigádně v Tuzle. V roce 1905 byl povýšen na polního podmaršála a do roku 1910 byl velitelem 19. pěší divize v Plzni. V roce 1910 dosáhl hodnosti generála jezdectva a stal se velitelem 10. armádního sboru v Přemyšlu, pro oblast střední Haliče byl zároveň velitelem c. k. zeměbrany. V květnu 1914 byl jmenován zástupcem vrchního velitele c. k. zeměbrany. Krátce poté vypukla první světová válka a Kummer vedl armádní skupinu Kummer v rámci 12. armády na východní frontě. Bojoval v bitvě u Krašniku a kryl postup 1. armády Viktora Dankla. Již v září byla ale rakousko-uherská armáda v Haliči poražena a po ztrátě Lvova byla rozpuštěna Kummerova armádní skupina. Vrátil se do Vídně, kde pak do konce války působil jako poradce na ministerstvu války.
V armádě byl penzionován již k datu 1. srpna 1916 a po válce žil v soukromí v Salzburgu. Jako bratislavskému rodákovi mu byla v roce 1920 přiznána hodnost generála III. třídy ve výslužbě v československé armádě s nárokem na penzi. Nakonec v roce 1927 dosáhl hodnosti československého armádního generála.
Byl ženatý s Augustou, rozenou Sommerovou. Měli spolu dceru Emilii (1893–1959), provdanou za plukovníka barona Heinricha von Salis-Samaden (1875–1955).

## Tituly a ocenění
V roce 1903 byl povýšen do šlechtického stavu, v roce 1908 obdržel predikát von Falkenfehd a titul rytíře. Jako velitel armádního sboru byl v roce 1910 jmenován c. k. tajným radou s nárokem na oslovení Excelence. Od roku 1910 byl také čestným majitelem 24. pěšího pluku se sídlem ve Vídni. Osobním dopisem císaře Františka Josefa z července 1916 byl povýšen do stavu svobodných pánů, příslušný diplom byl vydán až k datu 10. března 1917. Během vojenské kariéry obdržel řadu vyznamenání v Rakousku-Uhersku, ale i v zahraničí.

### Řády a vyznamenání
- Válečná medaile (1882)
- Vojenský záslužný kříž III. třídy (1884)
- Řád železné koruny III. třídy (1898)
- Jubilejní pamětní medaile (1898)
- rytířský kříž Leopoldova řádu (1907)
- Vojenský jubilejní kříž (1908)
- Řád železné koruny I. třídy (1913)
- Mobilizační kříž (1913)
- Leopoldův řád I. třídy s válečnou dekorací (1914)

- Řád rumunské hvězdy (Rumunsko, 1901)
- Železný kříž II. třídy (Německo, 1914)
- Železný kříž I. třídy (Německo, 1915)